# Пам'ятники Радянської Армії в Болгарії
Після  Другої світової війни в Болгарії встановили безліч пам'ятників радянським військовим.
Подекуди пам'ятники Радянської Армії (особливо, коли на пам'ятнику зображено самого солдата) називають Альоша за неофіційною назвою пам'ятника в Пловдиві, який прославився піснею Альоша.

## Пам'ятник

### Бургас
Пам'ятник радянському солдату у Бургасі

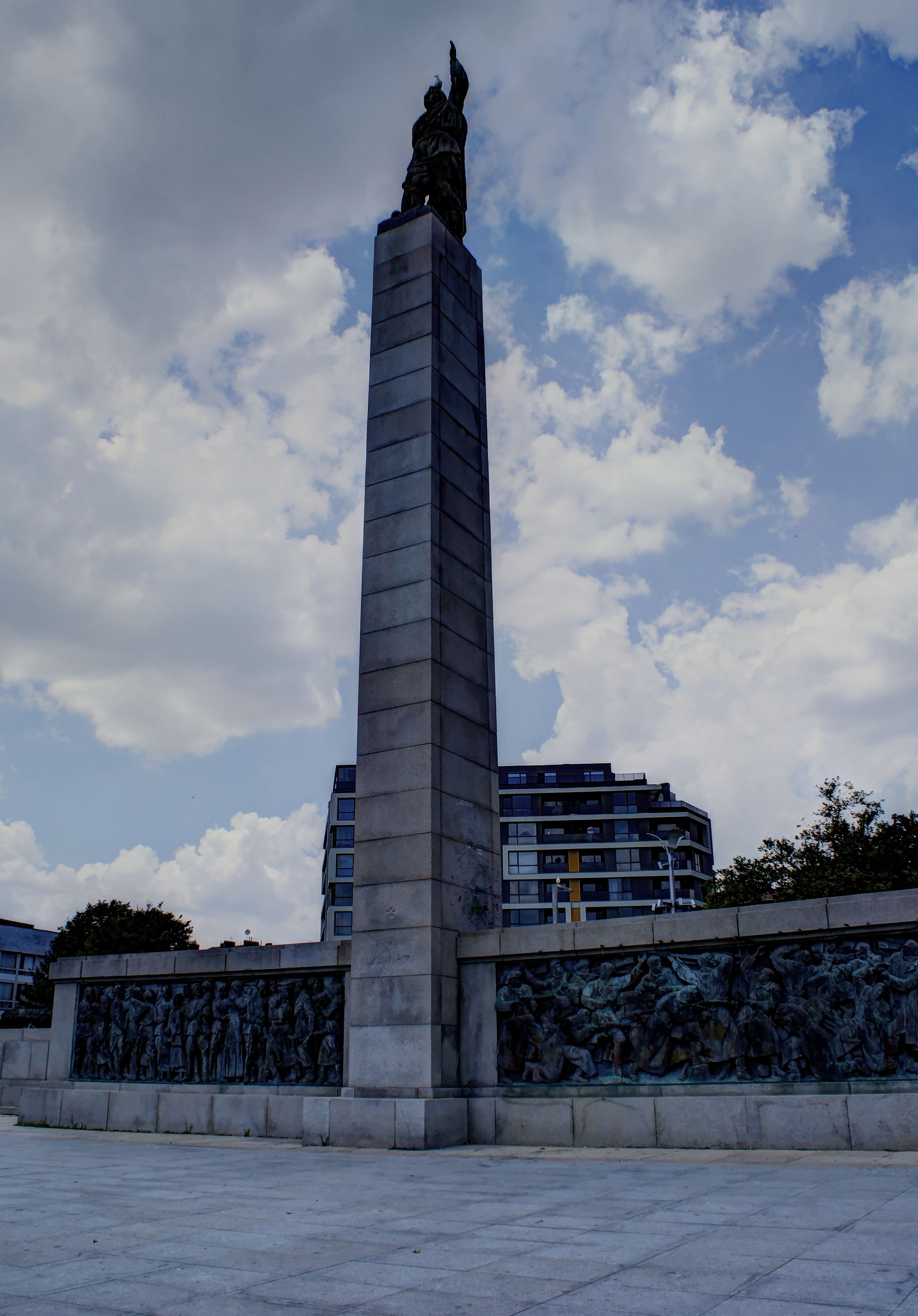
Пам'ятник радянській армії в Бургасі

Пам'ятник Радянській Армії («Альоша» або «Альошата») в Бургасі зображує радянського солдата з піднятою до неба лівою рукою. Його висота — близько 18 метрів. Бронзові рельєфи зображують сцени Другої світової війни та зустріч радянських військ у Бургасі. Розташований на центральній площі Бургаса «Трійка». Побудований у 1952—1953 роках. Авторами є арх. Мінько Міньков та скульптори Василь Радославов і Анета Атанасова.

### Бяла Слатина
Перката
Пам'ятник радянським льотчикам, названий місцевими плавниками. Автор Д. Бойков. Являє собою 15-метровий, сильно витягнутий плавник літака, оточений поступово зростаючої по висоті низькою стіною, що закінчується в найвищій точці рельєфами з бронзи, що зображують підняті до руки неба (нині відсутні).

#### Варна

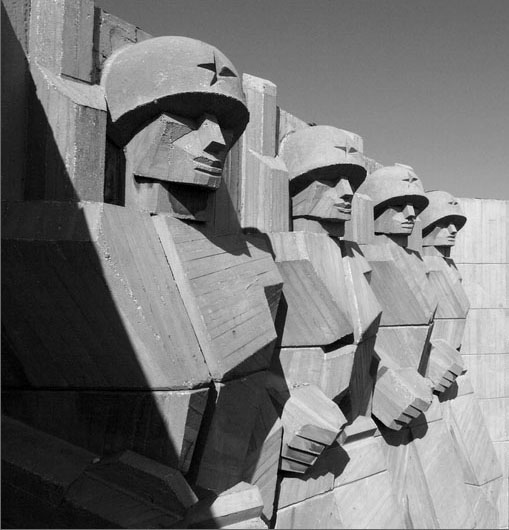
Монумент болгаро-радянської дружби у Варні

Парк-пам'ятник болгарсько-радянської дружби}
Парк-пам'ятник болгарсько-радянської дружби у Варні — розташований на пагорбі «Турна тепе», де під час боїв за Варну під час російсько-турецької війни 1828 року розташовувалося російське командування. Авторами меморіалу є архітектор Камен Горанов і скульптори Альоша Кафедзійський та Євген Барамов. Меморіал був побудований з видимого бетону з цементом зоопарком «Дев'ятка» в 1978 році за 7 місяців за допомогою 27 000 добровольців. На його будівництво було використано 10 000 тонн бетону і 1000 тонн арматурного заліза. Навколишні території були засаджені лісом, в якому було висаджено понад 20 000 рослин. Вечорами в парку звучала Сьома симфонія Дмитра Шостаковича, а пам'ятник, освітлений 180 прожекторами, було видно за багато миль від моря. Пам'ятник, разом з книгарнею та бомбосховищем, були занедбані на початку 1990-х. Сьогодні Вічного вогню не існує, а бронзові літери напису «Дружба на віки» зникли. Внутрішні приміщення, які раніше використовувалися для комуністичних ритуалів, перетворилися на склад старих автомобільних покришок.
Пам'ятник болгаро-радянської дружби і Радянської Армії — в м. к. Вітерець.

### Добріч
Пам'ятник Радянській Армії на головній алеї міського парку. На ньому зображено солдата з кулеметом Шпагіна (ППШ-41), висотою понад 7 м, виконаного з білого вапняку. Позаду нього височіє пілон, удвічі вищий, з червоним п'ятикутником на вершині. Місцеві жителі називають пам'ятник «бєлим солдатом».

### Кула

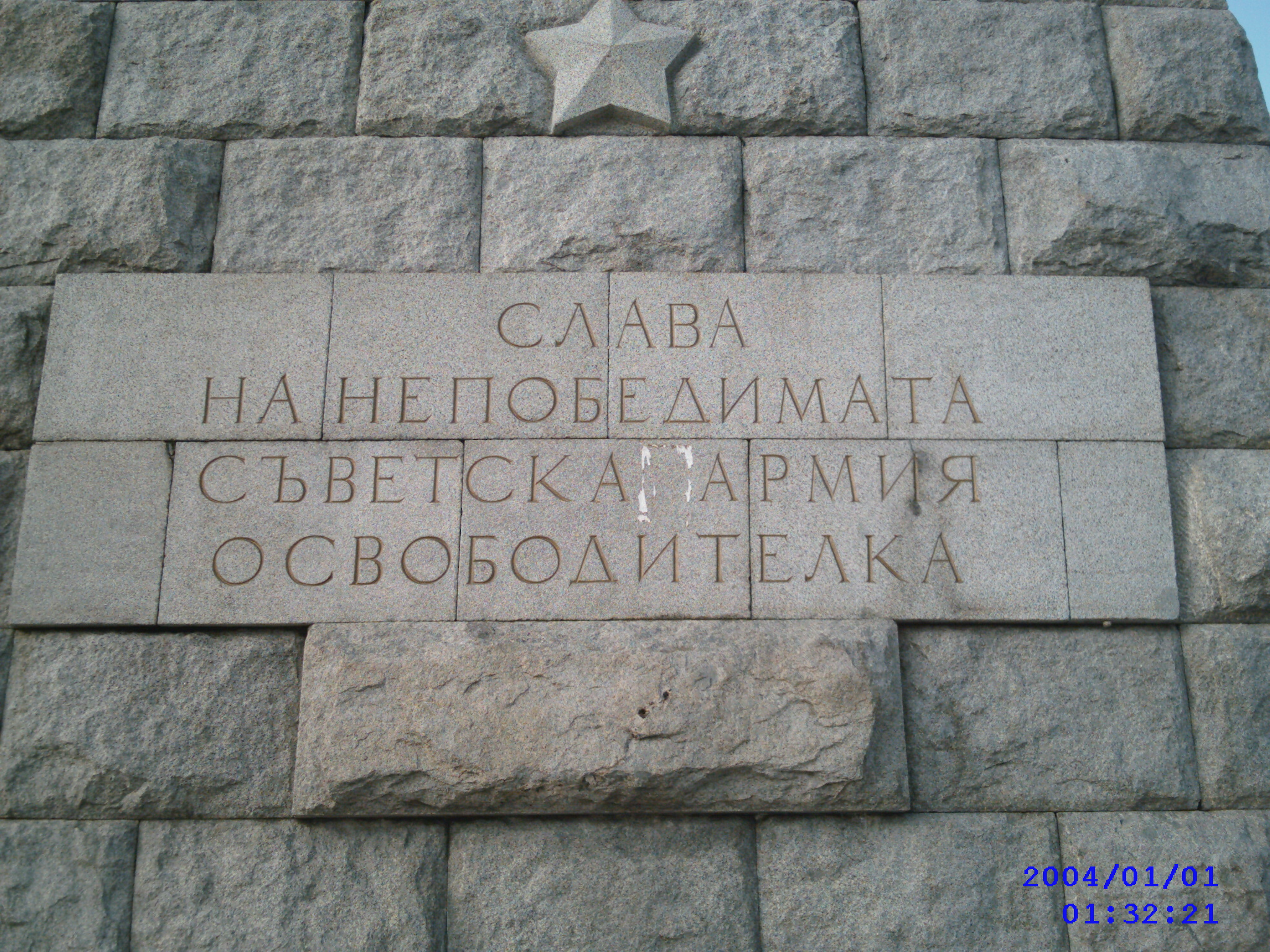
Напис під пам'ятником

Меморіал воїнам, які загинули під Кулою у 2-й світовій війні. Напис. Автор — проф. И. І. Дунев. Матеріал — білий врацький мармур. Висота 7,5 м.
На виїзді з міста у Врашку-Чуку встановлений постамент із реактивною установкою «Катюша» — пам'ятний знак із написом «Радянські „Катюші“ перебували на вогневих позиціях у цьому районі у вересні 1944 року». У вересні 2012 року неурядова організація «Центр дослідження проблем миру» провела повну реставрацію та консервацію.
Пам'ятний знак радянським воїнам. Висота 1,6 м. Напис. Загинули від рук фашистів у 1944 році на Кулі та перевалі

#### Пловдив
Пам'ятник Радянській Армії в Пловдиві
Пам'ятник Радянській Армії в Пловдиві — найвідоміший пам'ятник в Болгарії, який пловдівчани називали «Альоша». Його висота становить близько 15 метрів, а сама фігура, виконана з граніту, — 10,5 м. Пам'ятник був споруджений у 1954 році. Його авторами є архітектори Борис Марков, Петар Цвєтанов, Асен Марангозов і скульптори Василь Радославов, Любомир Далчев, Тодор Босилков і Олександр Занков. Він був зведений на одному з пагорбів Пловдива — «Бунарджик», який ще називають «Пагорб визволителів». Він розташований у безпосередній близькості від Пам'ятника визволення Пловдива від османського панування. Зображує радянського солдата, який стоїть, тримаючи опущеним стволом пістолет-кулемет Шпагіна (ППШ-41). На постаменті розміщено п'ятикутник, під яким напис «Слава непереможній Радянській армії-визволителю».
Прототипом Альоші послужив Олексій Іванович Скурлатов (1922—2013), житель Республіки Алтай, зв'язковий під час Другої світової війни. У 1944 році, коли Скурлатов працював над відновленням телефонної лінії Софія-Пловдів, була зроблена фотографія, яка згодом була використана скульпторами для створення фігури солдата.
До статуї можна дістатися вимощеними стежками, які огинають пагорб, навколо якого розвивається природна рослинність пагорба. Пам'ятка загалом збереглася. Було зроблено кілька спроб зняти пловдівського «Альошу», але вони залишаються безуспішними.

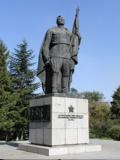
Пам'ятник в Русе

Пам'ятник у Русе зображує радянського воїна, який стоїть на гранітному постаменті у формі куба, у лівій руці тримає прапор, а його руків'я спирається біля ніг. На постаменті розміщено пентаграму та напис. На звороті пам'ятника єсть цитата Георгія Димитрова: «Дружба з СРСР потрібна Болгарії, як повітря і сонце для кожної живої істоти». Він був побудований в 1947 році. Це робота авторського колективу під керівництвом Йордан Кручмаров та архітектор Євген Зідаров, відібраний за підсумками національного конкурсу.
Сілістра була першим болгарським містом, куди увійшли частини Радянської Армії. Для нагадування про це встановили пам'ятник Радянській Армії — кам'яний постамент, на якому помістили радянський танк Т-34.
Пам'ятник Радянській Армії в Слівені розташований на одному з пагорбів, що оточують місто. Являє собою кам'яний масив у формі пантеону.

### Созополь
Пам'ятник 264 загиблим радянським підводникам. Він був відкритий у 1969 році, капітально реконструйований і вдруге відкритий у 2010 році.

### Софія
Пам'ятник Радянській Армії (частково демонтовано)
 у центрі міста розташований в ідеальному центрі і домінує над усім громадським простором міста, на бульварі Царя Освободителя, між Орловим мостом і Софійським університетом. Він був побудований в Княжому саду в 1953—1956 роках, а керівниками будівництва були скульптор Іван Фунев і архітектор Данчо Мітов. Починається 2 скульптурними композиціями з боку бульвару і проходить через гранітну плиту, оточену металевими відливками великих дубових вінків. Постамент з 3 сторін оточений бронзовими барельєфами. Скульптурна група містить радянського солдата, що розмахує автоматом Шпагіна, поруч із ним жінка та чоловік нижчі за нього — селянка та робітник із Болгарії відповідно.

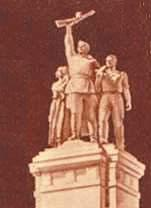
Пам'ятник радянській армії, Софія

У 1993 році. Столична муніципальна рада, в якій було багато демократичних і патріотичних сили, вирішив скасувати пам'ятник, оскільки він символізував встановлення комуністичної диктатури. Однак спроби перемістити або прибрати пам'ятник під тиском Росії не увінчалися успіхом.
Ліві сили в Софії традиційно відзначають річницю приходу до влади БКП (за допомогою Червоної армії) 9 вересня 1944 року, а інші русофільські товариства — річницю 9 травня 1945 року.

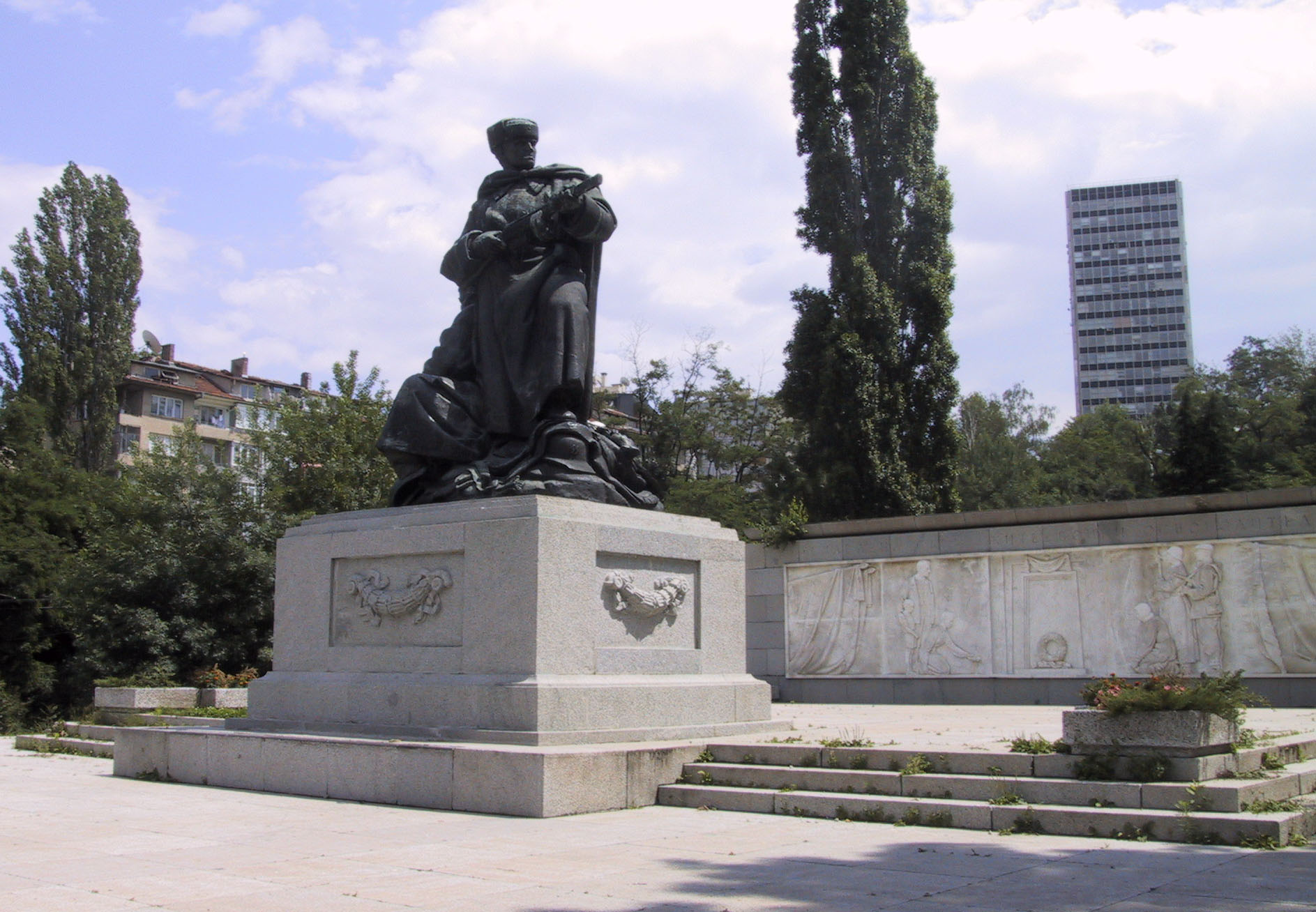
Пам'ятник радянському воїну в Софії

У граніт було вирізано напис «Радянській Армії, звільненій вдячним болгарським народом», який раніше було виконано з латунних букв. У 1990-х роках ці літери було видалено, але пізніше напис було відновлено, тепер уже висічений безпосередньо в гранітє.
У період 1952—1954 років у Софії в саду над готелем «Хемус», який розсікає бульвар «Чорний пік» навпіл, був споруджений «Пам'ятник Радянському солдату — оссуар полеглим у Вітчизняній війні». Його автори — архітектор Василь Беязов і скульптор, професор Любен Димитров. Документального підтвердження того, що під пам'ятником поховані воїни, імена яких написані на звороті пам'ятника, немає.

### Стара Загора
Пам'ятник розташований біля Військового клубу в парку Азмото.

### Тутракан
В пам'ять про події Другої світової війни на Дунаї встановлена радянська бойова машина (бронекатер).

### Шумєн
Пам'ятник був споруджений в 1948 році. Його автори — скульптори Микола Владов -Шмиргела, Олександр Занков і Г. Коцев.

### Ямбол
Пам'ятник Радянській Армії в городському парку, названий «Толстим», знесено після 1989 рока.

## Оскаржене
У період Народної Республіки Болгарії, коли уряд домінував БКП, пам'ятники Радянської Армії вважалися символами болгаро-радянської дружби.
Після політичних змін 1989-90 рр. вони стали предметом політичних та ідеологічних суперечок. Зараз їх абсолютно відкрито оцінюють негативно, мотивуючи це тим, що вони були побудовані за соціалістичного режиму, оголошеного законом (2000) злочинним, і що вони вихваляють армію, яка окупувала Болгарію. Крім того, їх естетичні якості піддаються серйозній критиці.
Під тиском правих політичних сил на початку 1990-х частину пам'ятників було демонтовано. Інші, в тому числі та в Софії, залишаються на місці, але муніципальна влада залишила без необхідного догляду для збереження та обслуговування.